# Hội Thủy sản Việt Nam
Hội Thủy sản Việt Nam (tên giao dịch tiếng Anh là Vietnam fisheries Society, viết tắt là VINAFIS) là tổ chức xã hội - nghề nghiệp được Bộ Nội vụ ký quyết định thành lập 5/5/2000, mục đích tập hợp những cá nhân và tổ chức thuộc các thành phần kinh tế hoạt động trong các lĩnh vực nuôi trồng, khai thác, chế biến, tiêu thụ và hậu cần dịch vụ nghề cá nhằm hỗ trợ, giúp đỡ nhau về kinh tế - kỹ thuật trong sản xuất, kinh doanh, dịch vụ góp phần nâng cao đời sống vật chất và tinh thần cho người làm nghề cá Việt Nam.

## Lịch sử
Ngày 14//11/1988 Hiệp hội Nuôi tôm xuất khẩu Việt Nam được thành lập theo Quyết định số 288-CT của Chủ tịch Hội đồng Bộ trưởng. Sau một thời gian hoạt động, Hiệp hội Nuôi tôm xuất khẩu Việt Nam đã có bước trưởng thành, cổ vũ, động viên ngư dân Việt Nam tập trung phát triển mạnh mẽ phong trào nuôi tôm trên khắp cả nước, từ khai thác tự nhiên đến quảng canh cải tiến và bắt đầu tiền đề cho nuôi bán công nghiệp và công nghiệp sau này.
Ngày 21/3/1990 Hội đồng Bộ trưởng đã có quyết định số 90-CT phê chuẩn việc đổi tên Hiệp hội Nuôi tôm xuất khẩu Việt Nam thành Hội Nuôi tôm xuất khẩu Việt Nam.
Ngày 19/6/1995 đến năm 1995, tại văn bản số 3281-TCCB của Văn phòng Chính phủ thông báo về việc Thủ tướng Chính phủ đồng ý với đề nghị của Hội Nuôi tôm xuất khẩu Việt Nam đổi tên Hội thành Hội Nuôi thủy sản Việt Nam.
Cùng ra đời với Hội Nuôi thủy sản Việt Nam, ngày 11/3/1992, Hội Nghề cá Việt Nam được Chủ tịch Hội đồng Bộ trưởng cho phép thành lập tại quyết định số 86-CT. Sự tham gia tích cực của các hội viên Hội Nuôi thủy sản Việt Nam và Hội Nghề cá Việt Nam là đáng ghi nhận.
Ngày 5/5/2000, tại quyết định số 33/2000 QĐ/BTCCBCP của Bộ trưởng, Trưởng ban Tổ chức cán bộ Chính phủ (nay là Bộ Nội vụ) cho phép hợp nhất Hội Nuôi thủy sản Việt Nam và Hội Nghề cá Việt Nam thành Hội Nghề cá Việt Nam.
Ngày 31/10/2023, Hội Nghề cá Việt Nam đổi tên thành Hội Thủy sản Việt Nam.

## Hoạt động và hiệu quả của Hội
Trên trang web chính thức, Hội thường xuyên cập nhật nhiều thông tin cả về hoạt động của Hội cũng như những tin tức về thị trường, hội nhập quốc tế...
Tổ chức Hội đã tích cực hoàn thành nhiệm vụ và khẳng định được vai trò đối với hội viên, nông ngư dân, doanh nghiệp và nghề cá cả nước như: bảo vệ quyền lợi chính đáng cho nông, ngư dân; góp phần đẩy mạnh sản xuất, kinh doanh... Bên cạnh đó, Hội đã đề xuất nhiều giải pháp đối với những khó khăn trong sản xuất và đời sống của nông, ngư dân, chủ động tham gia xây dựng, đóng góp nhiều ý kiến đối với các cơ chế, chính sách có liên quan đến quyền lợi của nông, ngư dân như chính sách đầu tư tín dụng, hỗ trợ giá xăng dầu, mua bảo hiểm… Đặc biệt là việc Hội đã quyết liệt vào cuộc, lên tiếng nói kịp thời bảo vệ quyền lợi chính đáng trong các vụ ngư dân bị xâm hại trên biển, vụ cá tra Việt Nam bị WWF 6 nước châu Âu đưa vào danh sách đỏ, hay gần đây nhất là vụ cưỡng chế thu hồi đầm nuôi trồng thủy sản của hội viên ở Tiên Lãng (Hải Phòng).
Đồng thời, góp phần đẩy mạnh khai thác, nuôi trồng, chế biến và tiêu thụ thủy hải sản, hoàn thành vượt mức các chỉ tiêu kế hoạch hàng năm cả ngành thủy sản. Chủ động và có nhiều đóng góp trong việc tham gia xây dựng và phổ biến các tiêu chuẩn về an toàn thực phẩm, nuôi thủy sản bền vững như Global GAP, VietGAP, HACCP…
Ngoài ra, Hội còn tích cực tham gia tư vấn, phản biện và đóng góp nhiều ý kiến vào các chương trình, đề án về phát triển thủy sản, các dự thảo văn bản quan trọng về luật, quyết định, nghị định và thông tư của Quốc hội, Chính phủ, các bộ, ngành… như Chiến lược phát triển ngành thủy sản, các đề án về khai thác hải sản, đánh cá xa bờ, quy hoạch vùng nuôi các loài thủy sản nước ngọt, mặn, lợ…
Song song với đó, quan hệ hợp tác quốc tế của Hội ngày càng được mở rộng và có hiệu quả, là thành viên của Hiệp hội Nghề cá Đông Nam Á, Liên hiệp các tổ chức hữu nghị Việt Nam, Mạng lưới an ninh lương thực và giảm nghèo CIFPEN, Hiệp hội Doanh nghiệp vừa và nhỏ…